# Lodovico Grossi da Viadana
Lodovico Grossi da Viadana (Viadana, Màntua, 2 de maig de 1560 - 1627) fou un compositor italià, el primer que introduí la tècnica del baix continu, element distintiu del pas de la música del Renaixement a la música barroca

## Biografia
Ludovico Grossi nasqué a Viadana, un poble del Ducat de Mantova. Després del seu ingrés a l'orde dels Minori osservanti, assumeix el nom de Ludovico da Viadana, indicant només el nom de pila i el seu poble d'origen. És probable que estudiés amb Costanzo Porta, però no existeix encara documentació fidedigna al respecte. Esdevé mestre del cor de la Catedral de Mantova l'ú de gener de 1594. El 1597 viatjà a Roma, on romangué alguns anys i on va declarar haver concebut el terme baix continu. Va morir el 2 de maig de 1627.

## Estil
Viadana desenvolupà el baix continu, encara que els termes "basso seguente" o "basso figurato" ja s'utilitzaven; fou el primer en utilitzar aquesta tècnica d'escriptura musical que tenia la funció de sosteniment harmònic de les veus, al seu famós Cento concerti con il basso continuo, publicat a Venècia el 1602.
Viadana compongué principalment música sacra: misses, magnificat, motets i lamentacions però també fou l'autor de dos llibres de cançons profanes i un llibre de Simfonies musicals a 8 veus. Les seves primeres composicions estan encara lligades al llenguatge de la música renaixentista, en el qual s'utilitza l'estil contrapuntístic. La seva publicació del 1602, els Cento concerti con il basso continuo va donar un tomb a la tècnica del concertato sobre el baix continu
Les composicions de Viadana de música profana comprenen dos llibres de cançons (un a tres i un a quatre veus) i un de peces instrumentals.
La música de Viadana influencià la música tant a Itàlia com a l'exterior, sobretot a França i Alemanya, i en particular als compositors Michael Praetorius, Johann Schein i Heinrich Schütz. Gràcies a ell l'estil concertat es difongué a Alemanya on es desenvolupà completament als inicis del segle xvii.